# 윤천금
윤천금(1952년 ~ )은 대한민국의 가수이다.

## 수상
- 1980년 제1회 TBC 신인가요제 금상 수상
- 1980년 제16회 TBC 방송가요대상 신인가수상
- 1979년 문화관광부 장관상

## 데뷔
- 1980년 노래 '약속'

## 음반
- 2019년 심곡항 / 삶 / 대관령 작은새야
- 2016년 님바라기
- 2007년 연가
- 2004년 천사같은 아내
- 2001년 Yoon Cheon Keum
- 1982년 사랑이란 이름 아래
- 1980년 약속